# Итальянский институт культуры в Кракове
Итальянский институт культуры в Кракове (итал. Istituto Italiano di Cultura di Cracovia, пол. Włoski Instytut Kultury w Krakowie) — итальянское научно-культурное учреждение, основанное в 1987 году в Кракове.
Институт является структурным подразделением Министерства иностранных дел Италии, был открыт и действует в Польше на основании польско-итальянских соглашений от 1985 и 2005 годов.

## Миссия и деятельность
Миссия Института заключается в популяризации итальянского языка, культуры и искусства в Польше.
Институт активно сотрудничает с краковскими музеями, театрами, образовательными учреждениями, такими, как Национальный музей Кракова, Музей Кракова, Музей краковской архиепископии, Капелла Краковенсис, Театр Словацкого, Академия театральных искусств, Ягеллонский университет.
Институт принимает участие в организации различных культурных мероприятий с целью презентации итальянской культуры в Польше, участвует в фестивалях Misteria Paschalia, Międzynarodowy Festiwal Muzyki Odnalezionej и Festiwal Pieśń naszych korzeni.
Кроме того, Институт занимается проведением языковых курсов, организацией приёма на обучение в итальянских университетах и образовательных центрах, в том числе с выделением стипендий для польских граждан от правительства Италии.
В структуре Института работает библиотека, насчитывающая более 9000 томов и 800 DVD.
Институт располагается в центре Кракова в старинном здании по улице Гродска, 49 (пол. ul. Grodzka 49).
Директором Института является Ugo Rufino.